# Manau
Manau is een in 1998 opgerichte Franse hiphopband met Keltische invloeden. In België werden de singles "La Tribu de Dana" en "Panique Celtique" uitgebracht. In Nederland werd slechts "La Tribu de Dana" als single uitgebracht. Dit werd in het najaar van 1998 een gigantische hit en behaalde de tweede plaats in de Nederlandse Top 40 en derde plaats in de Mega Top 100. In hun eigen land hebben ze meer platen uitgebracht.

## Discografie
- 1998: La Tribu de Dana (single) (Nederland: #2 in de Nederlandse Top 40 en #3 de Mega Top 100) / (België: #4 in zowel de Vlaamse Ultratop 50 als de Vlaamse Radio 2 Top 30)
- 1998: Panique Celtique (cd)
- 2000: Fest Noz de Paname (cd)
- 2005: On Peut Tous Rever (cd)